# MP3
MP3 (formalmente Moving Picture Expert Group-1/2 Audio Layer 3), anche noto come MPEG-1 Audio Layer III e MPEG-2 Audio Layer III è un algoritmo di compressione audio di tipo lossy, sviluppato dal gruppo MPEG, in grado di ridurre drasticamente la quantità di dati richiesti per memorizzare un suono, mantenendo comunque una riproduzione accettabilmente fedele del file originale non compresso. L'algoritmo di compressione MP3 è stato sviluppato e brevettato dall'Istituto di ricerca tedesco Fraunhofer IIS.

## Storia
Il formato è da inquadrarsi nell'attività di ricerca della codifica per i media digitali da parte dei gestori di reti di telecomunicazioni, durante gli anni ottanta e novanta. In questo campo, la ricerca italiana del centro di ricerca CSELT aveva un gruppo attivo a livello internazionale.
Nel 1988, su iniziativa CSELT, venne fondato in ISO il Moving Picture Experts Group (MPEG) che, con lo sviluppo dei due standard MPEG-1 ed MPEG-2 e con il supporto ottenuto dall'industria nello sviluppo dei necessari VLSI, ha dato ai gestori la possibilità di mandare segnali audiovisivi di alta qualità sulla rete telefonica attuale.
Lo CSELT è stato il primo, nel marzo 1992, a dimostrare una realizzazione completa dello standard MPEG-1 con un decoder integrato in un'applicazione su personal computer, dapprima in locale e successivamente in rete. A questa prima realizzazione hanno fatto seguito altri sviluppi sempre più mirati per permettere la sperimentazione di servizi multimediali interattivi.".

Il logo di MPEG

La codifica "MPEG-1/2 Layer 2" cominciò come progetto presso la DAB e promosso dalla Fraunhofer IIS-A. Venne finanziato dall'Unione europea come parte di un programma di ricerca più vasto chiamato EUREKA, comunemente conosciuto con il codice EU-147.
Nel dicembre 1988 il gruppo, originariamente costituito per la codifica video per apparati di registrazione, costituì un gruppo di lavoro per la codifica audio, presieduto da Hans-Georg Mussmann. Fu pubblicata una "Call for Proposals", ovvero una richiesta a presentare proposte, dalle cui risposte derivarono, per la parte audio, le tecnologie che diedero origine ai tre “layer” dello standard ISO/IEC 11172-3 (detto MPEG-1 Audio): i layer I e II dalla tecnologia proposta dal consorzio MUSICAM costituito da CCETT, Philips e Institut für Rundfunktechnik e il layer III dalla tecnologia proposta dal consorzio ASPEC costituito da AT&T, France Télécom, Fraunhofer-Gesellschaft e Thomson Consumer Electronics; tra i componenti del consorzio si distinse in particolare Karlheinz Brandenburg di Fraunhofer, che trattò l'argomento nella sua tesi di dottorato. Nel marzo 1992 lo CSELT di Torino dimostrò la prima versione funzionante del sistema MPEG-1, sia localmente su un personal computer, che in rete. MPEG approvò in via definitiva lo standard ISO/IEC 11172-3 a novembre 1992. L'acronimo MP3 fu ideato nel 1997 via email da un gruppo di esperti MPEG.
Un'ulteriore fase del progetto MPEG Audio si concluse nel 1994 con la creazione dell'MPEG-2, definito come standard internazionale con il codice ISO/IEC 13818-3 e pubblicato nel 1995.
L'efficienza di un algoritmo di compressione è tipicamente giudicata dal bit rate finale che riesce a ottenere, mentre la metrica del tasso di compressione, che sembrerebbe più naturale, dipende sia dalla frequenza sia dal numero di bit del segnale in ingresso. Ciò nonostante, vengono comunemente comunicati tassi di compressione che utilizzano i CD come riferimento, uno dei più comuni è quello a 44,1 kHz e 2x16bit. Qualche volta vengono utilizzati anche parametri DAT SP (48 kHz, 2x16bit). Il tasso di compressione in questo sistema di riferimento è maggiore, il che dimostra le difficoltà nel definire il termine compressione come perdita di qualità nella codifica. Karlheinz Brandenburg ha utilizzato il CD di Suzanne Vega, "Tom's Diner" come modello di riferimento dell'algoritmo di compressione per l'MP3. Questo CD è stato scelto per la sua dolcezza e semplicità, rendendo facile l'ascolto di qualsiasi imperfezione che la compressione può causare durante la registrazione.
La pagina web ufficiale pubblica i seguenti tassi di compressione per l'MPEG-1 Layer 1,2 e 3.
- Layer 1: 384 kbit/s, compressione 4:1
- Layer 2: 192...256 kbit/s, compressione 6:1...8:1
- Layer 3: 112...128 kbit/s, compressione 10:1...12:1

Questi sono valori piuttosto aleatori in quanto:
- La qualità dipende non solo dal formato di codifica del file, ma anche dalla qualità psicoacustica del codificatore. Il codificatore tipico layer 1 usa un modello psicoacustico molto elementare che finisce per richiedere molti più bit per un risultato soddisfacente.
- La codifica Layer 1 a 384 kbit/s, anche con questo semplice "psicoacustico" è migliore della codifica Layer 2 a 192 … 256 kbit/s.
- La codifica Layer 3 a 112 … 128 kbit/s è peggiore del Layer 2 a 192 … 256 kbit/s

Un modo più realistico per considerare il bit rate è:
- Layer 1: eccellente a 384 kbit/s
- Layer 2: eccellente a 256...320 kbit/s, molto buono a 224...256 kbit/s, buono a 192...224 kbit/s, non si dovrebbe usare sotto i 160 kbit/s
- Layer 3: eccellente a 224...256 kbit/s, molto buono a 192...224 kbit/s, buono a 160...192 kbit/s, non si dovrebbe usare sotto i 128 kbit/s

Il confronto di un nuovo formato di file, viene fatto confrontando la qualità media di compressione del nuovo formato con un encoder di alta qualità e molto ottimizzato, del vecchio formato.
L'algoritmo che utilizza il formato MP3 si basa su una trasformazione ibrida che trasforma il segnale dal dominio temporale a quello delle frequenze e viceversa.
- 32 band filtro in quadratura polifase
- 36 or 12 Tap MDCT, la dimensione può essere selezionata indipendentemente dalla sottobanda 0...1 e 2...31
- processamento addizionale per ridurre gli effetti di aliasing

L'AAC MPEG-4, è il formato erede dell'MP3 sempre secondo le specifiche MPEG. Tra i successori del formato MP3 è degno di nota l'Ogg Vorbis per la qualità di codifica e per il fatto di essere un progetto Free Software. Quasi tutti gli altri formati sono legati a delle aziende proprietarie di diverse brevetti e licenze legate alle specifiche MPEG.
La diffusione del formato MP3 apporta una piccola rivoluzione nel mondo della musica, la diffusione delle playlist. In precedenza le canzoni di successo erano attentamente intercalate ai motivi meno riusciti nei CD e nelle audiocassette che si potevano ascoltare solamente nell'ordine studiato dal produttore. Con l'avvento dei supporti digitali questo non accade più ed è possibile una maggiore personalizzazione.

## Caratteristiche del formato
È opinione diffusa che, per una resa soddisfacente dell'MP3, il bit rate debba essere almeno di 128 kbit/s; la qualità di un MP3 compresso a questa velocità di trasmissione, tuttavia, non si avvicina a quella di un CD-Audio, pur garantendo delle discrete prestazioni con dimensioni del file molto ridotte. Questo bit rate è il risultato di un tasso di compressione che si avvicina al rapporto di 11.02:1 per brani musicali con voce maschile mentre, in caso di voce femminile, in quanto più acuta e difficilmente comprimibile, il rapporto diviene circa 10.17:1, ammesso che la banda totale del segnale audio non superi i 2.0629 MHz, in caso contrario il rapporto cala drasticamente fino a toccare picchi di 2.13:1. Alcuni test di ascolto mostrano che, attraverso un po' di pratica, molti sono in grado di distinguere un formato MP3 a 128 kbit/s da un CD originale. Per molti altri, 128 kbit/s è una qualità di ascolto bassa. Da un'analisi condotta dalla rivista SUONO, l'opinione dei conduttori al termine della prova è che solo ad almeno 256 kbit/s si può parlare di alta fedeltà.
Possibili codificatori:
- codice di riferimento ISO dist10: è la qualità peggiore; file MP3 difettoso (tutti i blocchi audio sono marcati come difettosi).
- Xing: principalmente basato sul codice ISO, qualità simile all'ISO dist10.
- Blade: qualità simile all'ISO dist10.
- FhG: alcune di loro sono buone, ma altre hanno gravi difetti.
- ACM Producer Pro: alcune versioni generano dei disturbi fastidiosi.
- L.A.M.E (acronimo ricorsivo che sta per L'ame A'in't an MP3 Encoder, letteralmente "LAME non è un codificatore MP3") cominciò come una patch dimostrativa (con licenza GPL) realizzata da Mike Cheng all'inizio del 1998, che modificava l'originale codificatore dist10. Nel maggio 2000 gli ultimi resti del codice sorgente ISO furono rimossi, rendendo LAME un codificatore MP3 a sé stante (con codice sorgente distribuito sotto licenza LGPL), in grado di competere con i principali codificatori presenti sul mercato.[8]

Nel sito https://web.archive.org/web/20040409160037/http://www.jthz.com/mp3/ è possibile trovare un front end di Windows per il codificatore LAME.
La qualità di un file MP3 dipende dalla qualità della codifica e dalla difficoltà con la quale il segnale deve essere codificato. Buoni codificatori hanno una qualità accettabile da 128 a 160 kbit/s, la chiarezza perfetta di un brano si ottiene da 160 a 192 kbit/s. Un codificatore che ha bassa qualità lo si riconosce ascoltando persino un brano a 320 kbit/s. Per questo non ha senso parlare di qualità di ascolto di un brano di 128 kbit/s o 192 kbit/s. Una buona codifica MP3 a 128 kbit/s prodotta da un buon codificatore produce un suono migliore di un file MP3 a 192 kbit/s codificato con uno scarso codificatore.
Una caratteristica importante dell'MP3 è la perdita di dati dovuta alla compressione – è il modo con cui si rimuove l'informazione dal file audio originale allo scopo di risparmiare spazio. Nei moderni codificatori MP3 gli algoritmi più efficaci fanno di tutto per assicurare che i suoni rimossi siano quelli che non possono essere rilevati e/o che vengono rilevati meno dall'orecchio umano. Questo risultato è stato ottenuto anche grazie alla scienza della psicoacustica.
Tuttavia molti ascoltatori sono in grado di riconoscere la differenza confrontando un CD originale con un formato MP3 da 192 kbit/s e persino a 256 kbit/s di alcuni codificatori meno potenti e più obsoleti. È possibile memorizzare file audio con una fedeltà massima usando una compressione audio del tipo FLAC, SHN, o LPAC, che comprimono un file audio PCM a 16-bit approssimativamente dal 50 al 75% dell'originale (questo dipende dalla caratteristiche del file audio stesso).

## Bit rate
Il bit rate è il numero di unità binarie che fluiscono al secondo ed è variabile per i file MP3. La regola generale è che maggiore è il bit rate, più informazione è possibile includere dall'originale, maggiore è la qualità del file audio compresso. Attualmente per le codifiche dei file MP3 fissano un tasso di compressione equivalente per tutto il file audio.
Per l'MPEG-1 layer 3 i bit rate disponibili sono: 32, 40, 48, 64, 80, 96, 112, 128, 160, 192, 224, 256 e 320 kbit/s, e le frequenze campionate disponibili sono 32, 44,1 e 48 kHz. La frequenza di campionamento a 44,1 kHz è quasi sempre utilizzata per i CD audio, mentre i 128 kbit/s come una sorta di bit rate standard "abbastanza buono". L'MPEG-2 e l'MPEG-2.5 (non-ufficiale) contemplano un numero maggiore di bit rate: 8, 16, 24, 32, 40, 48, 56, 64, 80, 96, 112, 128, 144 e 160 kbit/s.
I file MP3 audio sono suddivisi in settori ("chunks" in inglese) chiamati frames, ("fotogrammi" in italiano). Ognuno di questi settori è provvisto di un marcatore del tasso di compressione; in questo modo, mentre il file audio viene riprodotto, è possibile modificarlo dinamicamente. Questa tecnica rende possibile utilizzare più bit per la parte del suono ad alta dinamica (suoni più complessi) e meno bit per la parte a bassa dinamica (suoni meno complessi).

## Canali
Il formato MP3 può utilizzare tecniche differenti per la codifica dei canali stereo:
- Codifica Force Stereo: viene codificato un solo canale audio che viene poi sdoppiato durante l'esecuzione, perciò si ha una notevole perdita qualitativa dato che i canali destro e sinistro diverranno uguali.
- Codifica Standard Stereo: i flussi destro e sinistro vengono codificati in maniera indipendente.
- Joint-Stereo (Mid\Side Encoding): sfrutta il fatto che i canali destro e sinistro sono fondamentalmente molto simili, perciò, viene codificato un solo canale e le informazioni sulle differenze tra il canale destro e sinistro, si ha una notevole efficienza in termini di compressione senza perdere alcuna informazione sui canali, e si ottiene un incremento in termini qualitativi dato che i bit del frame non vengono sprecati per informazioni ridondanti.

I codificatori Lame di default utilizzano Joint-Stereo per CBR sotto i 160 kbit/s o per VBR di q (indice qualitativo) superiore 4, stereo in tutti gli altri casi; negli encoder professionali è comunque possibile scegliere manualmente il tipo di codifica di canale che Lame dovrà utilizzare.
La scelta di non utilizzare esclusivamente il Joint-Stereo è dovuta al fatto che alcuni dispositivi non possono processare correttamente le informazioni Dolby Surround se si utilizza il Joint-Stereo,

## Criticità
Vi sono diversi difetti nel formato dei file MP3, che non possono essere mitigati neanche dal migliore dei codificatori in quanto insiti nelle caratteristiche stesse del formato (tra parentesi il formato file dove questo difetto viene corretto).
- Un tempo di risoluzione troppo basso per un segnale transiente molto alto (AAC, Ogg Vorbis)
- Ritardo complessivo di codifica/decodifica non definito (Ogg Vorbis)
- Nessun fattore di banda per frequenze oltre i 15,5/15,8 kHz (AAC, Ogg Vorbis)
- Il collegamento stereo è fatto sulla base di un frame, o "fotogramma" (AAC, Ogg Vorbis)
- Il bit rate è limitato a 320 kbit/s (AAC, Ogg Vorbis)

## Codificatori
Lo standard MPEG-1 non definisce specifiche precise per i codificatori MP3. L'algoritmo di decodifica e il formato del file, invece sono definiti molto bene. Si presume che il creatore dello standard abbia escogitato un algoritmo per rimuovere appropriate parti di informazioni da un file originale, o piuttosto una rappresentazione in dominio della frequenza (MDCT). Questo processo si basa tipicamente sulla codifica psicoacustica, ossia vengono rimossi quei suoni che l'orecchio umano non è in grado di percepire sia mediante l'orecchio sia il cervello.
Come risultato, vi sono molti codificatori MP3 differenti, ognuno in grado di riprodurre file di qualità differente; al 30 settembre 2001 il migliore codificatore ad alto bit rate (128 kbit/s e superiori) è LAME. Per i bit rate più bassi il miglior codificatore è il Fraunhofer, ma vi sono diverse opinioni. La decodifica MP3, è tuttavia ben definita da uno standard. Molti decodificatori sono "bitstream compliant", ossia sono in grado di riprodurre esattamente un brano dello stesso file MP3 non compresso.

## ID3
I tag ID3 permettono l'inserimento nei file MP3 del titolo, dell'artista, dell'album, del numero della traccia, di una descrizione, di un'immagine o di altre informazioni.

## Alternative
Vi sono molti altri codec audio alternativi all'MP3:
- mp3PRO dalla Thomson;
- MPEG-1/2 Audio Layer 2 (MP2), predecessore dell'MP3;
- MP+, una derivato dell'MP2;
- MPEG-4 AAC, utilizzato da LiquidAudio e Apple Inc. nell'iTunes Store;
- Ogg Vorbis dalla Xiph.Org Foundation, libero da brevetti;
- ATRAC, usato dai Minidisc della Sony;
- AC-3, usato dalla Dolby Digital per i DVD;
- QDesign, usato da QuickTime per alti bit rate;
- Windows Media Audio (WMA) da Microsoft;
- RealAudio da RealNetworks.

mp3PRO, MP3, AAC, e MP2 sono tutti membri della stessa famiglia tecnologica e si basano su modelli psicoacustici simili.
Il Fraunhofer-Gesellschaft è proprietario di alcune licenze di codec: Dolby Labs, Sony, Thomson/Technicolor, mentre AT&T possiede altri brevetti.
Su Internet si trovano altri metodi di compressione privi di perdite; pur non essendo simili all'MP3, essi sono buoni esempi di altri metodi di compressione disponibili:
- FLAC
- Monkey's Audio (APE)
- WavPack

Il formato MP3 fu progettato per essere utilizzato in parallelo al formato Video MPEG-1/2, e per questo non in grado di riprodurre adeguatamente i suoni al di sotto dei 48 kbit/s (mono) o degli 80 kbit/s (stereo).
Nonostante alcuni fautori di codec più recenti come WMA, mp3PRO e RealAudio affermino che i loro rispettivi algoritmi sono in grado raggiungere una qualità CD già con 64 kbit/s, i test di ascolto cieco sembrano smentirli. Va comunque apprezzata l'indiscussa superiorità di questi e altri formati su MP3 a pari larghezza di banda impiegata.
Tra gli altri, la Xiph.Org Foundation, sviluppatrice dell'algoritmo Vorbis utilizzato assieme al container multimediale Ogg, fornisce in una pagina web dei test di ascolto comparato tra diversi formati audio.

## Licenze e brevetti

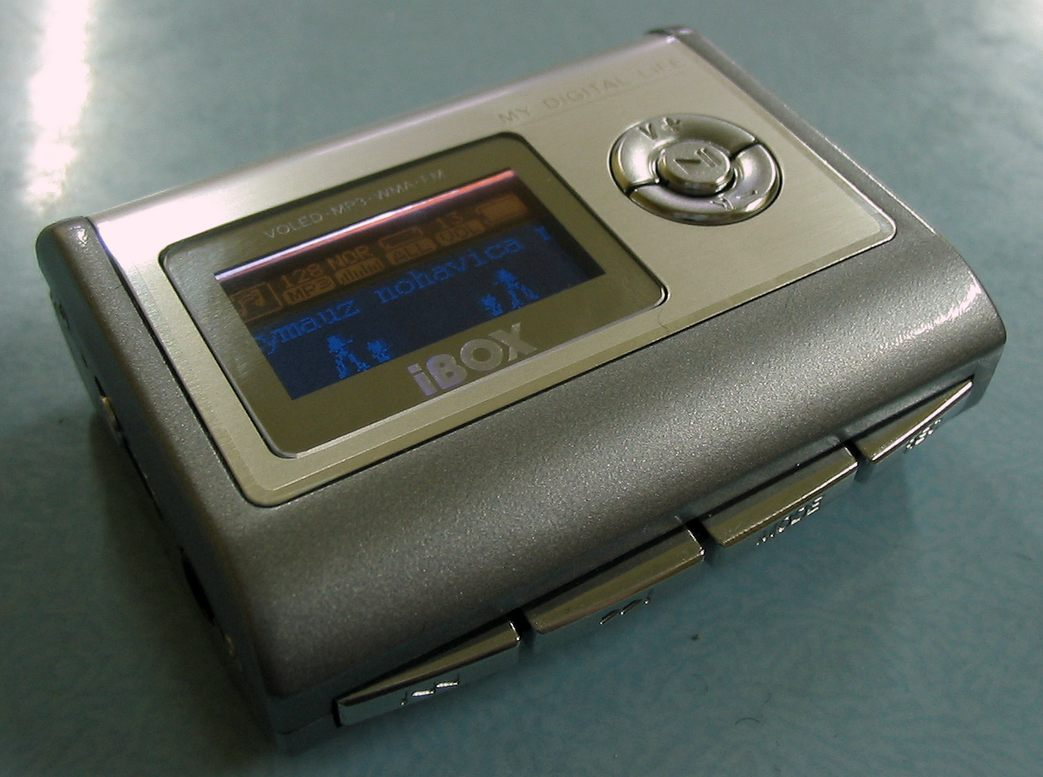
Un lettore MP3

La Thomson/Technicolor è proprietaria del brevetto MPEG-1/2 Layer 3 in U.S.A. e in Giappone. La Microsoft, che ha progettato il sistema operativo Windows, ha scelto di creare il proprio formato proprietario WMA invece di utilizzare l'MP3, in questo modo evita di dover pagare i relativi diritti d'autore.
Sotto la presidenza di Mario Monti, l'antitrust europeo multò Microsoft per abuso di posizione dominante con il massimo della sanzione: il 10% del fatturato. Microsoft fu costretta ad abilitare l'installazione su Windows di lettori audio diversi dal nativo Windows Media Player, incluso nel suo sistema operativo; questi software permettevano di ascoltare l'mp3 e altri formati diversi dal wma. Alla fine, lo stesso software Windows Media Player è stato modificato per la lettura di molti codec e la loro masterizzazione, fra i quali l'mp3.
Nonostante queste scelte, il formato mp3 continua a essere ampiamente utilizzato. Ecco perché:
- ormai la maggior parte degli utenti ha familiarità con il formato;
- la maggior parte della musica disponibile è in formato mp3;
- una grande varietà di software e di hardware hanno ottenuto dei notevoli vantaggi da questo formato, rivoluzionando l'industria musicale e le leggi sul copyright;
- non vi sono controlli sulla copia e la distribuzione degli mp3 (assenza di DRM, Digital Rights Management);
- l'mp3 è un file generalmente meno pesante rispetto a molti altri formati; Tuttavia è superato nel rapporto qualità/bit rate sia da WMA sia da Ogg Vorbis, AAC.[senza fonte] Fornisce una qualità audio più che buona con file che occupano da 3 ai 5 MB (MegaByte), per una tipica canzone di 5 minuti compressa a un bit rate di 128 kbit/s. Ciò consente il download di singoli brani anche a utenti che non hanno una connessione ADSL, di memorizzare parecchie ore di musica nei lettori multimediali.
- la rivoluzione dell'mp3 sta nel fatto che i modelli psicoacustici usati per la codifica del flusso audio sfruttano il fenomeno del mascheramento; l'orecchio umano, infatti, non è in grado di percepire determinati suoni sovrapposti. In questo modo viene codificata minore informazione, senza disturbare però la qualità percettiva.

Il 23 aprile 2017 il Fraunhofer-Gesellschaft comunica che tutti i brevetti sul formato MP3 detenuti da Fraunhofer-Gesellschaft e da Technicolor sono scaduti.